# Thomas Lucy
Sir Thomas Lucy (1583/86 - 8 de dezembro de 1640) foi um político inglês que se sentou na Câmara dos Comuns em vários momentos entre 1614 e 1640.

## Biografia
Lucy era o filho de Thomas Lucy de Charlecote Park e sua esposa Constance Kingsmill filha de Sir Richard Kingsmill, do Alto Clero de Hampshire. Seu avô Sir Thomas Lucy era um MP conhecido por processar William Shakespeare.
Lucy casou-se com Alice Spencer , filha de Thomas Spencer de Claverden, Warwickshire. [1] Alice foi descrita como uma dama arquetípica, conhecida por sua caridade e piedade. Eles tiveram doze filhos, seis filhos e seis filhas, incluindo Sir Fulke Lucy, Richard Lucy e Constance, que se casaram com Sir Edward Smith.
Em 1614, Lucy foi eleito membro do Parlamento para Warwickshire. Ele ocupou o assento através de várias eleições até 1629, quando o rei Charles decidiu governar sem parlamento. Em abril de 1640, ele foi reeleito por Warwickshire no Parlamento Curto. Em novembro de 1640 ele foi eleito deputado por Warwick no Parlamento Longo, mas morreu em dezembro, depois de cair de seu cavalo, sendo enterrado na Igreja de St Leonard, em Charlecote. Dizia-se dele que "suas mesas estavam sempre abertas aos eruditos e suas portas nunca jejuam aos pobres".